# Berthold Spangenberg
Berthold Spangenberg (* 17. Mai 1916 in Dresden; † 16. Januar 1986 in München) war ein deutscher Verleger. Er veröffentlichte auch unter dem Pseudonym Jörg Junker.

## Leben
Spangenberg war ein Sohn des Brückenbauers Heinrich Spangenberg und seiner Ehefrau, Elisabeth, geborene West. Nach dem Abitur studierte Spangenberg Naturwissenschaften und Wirtschaft in München und Lausanne.

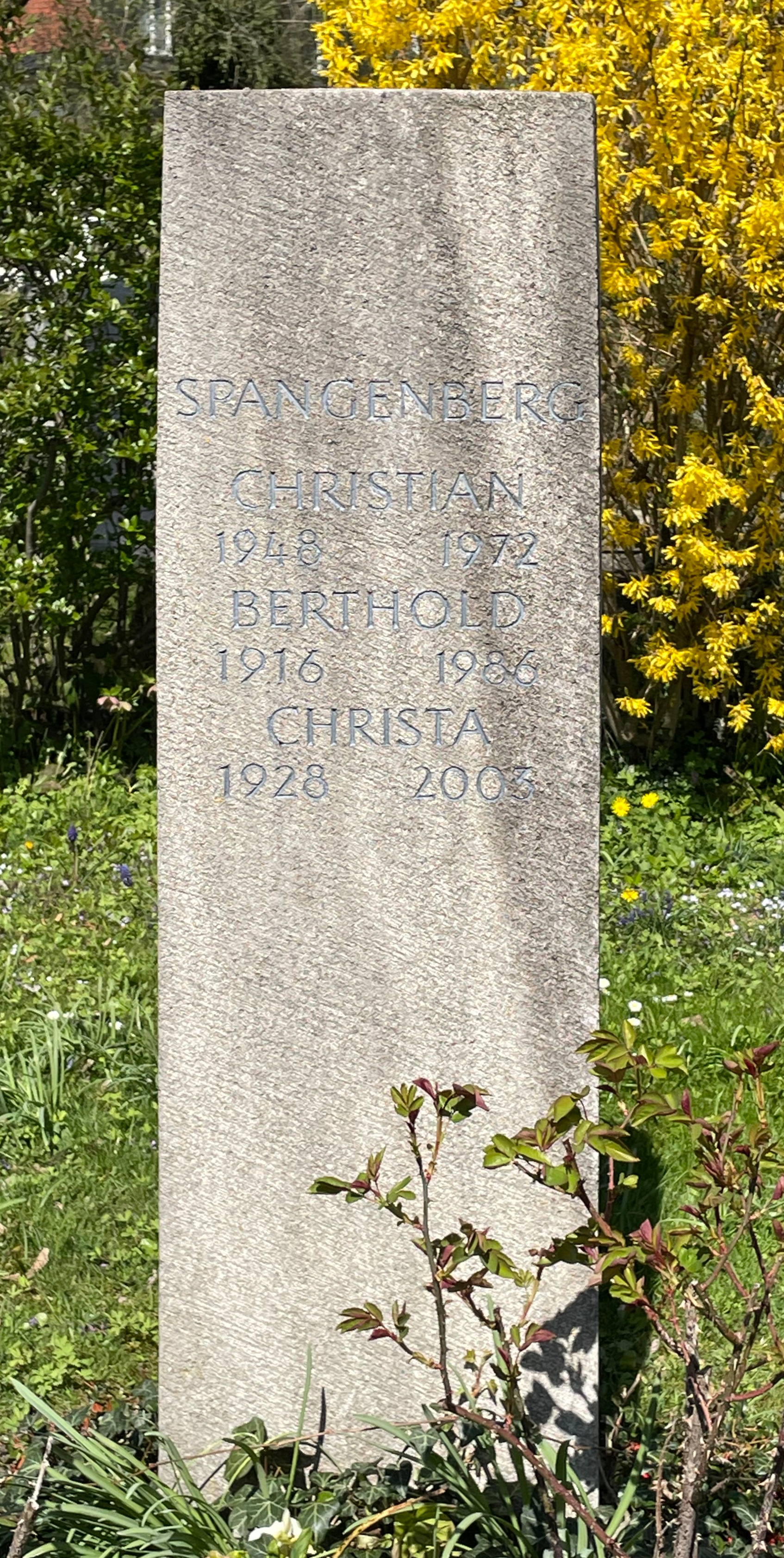
Grabstein für Berthold Spangenberg und seine Familie

Ende 1944 gründete Spangenberg die gegen den Nationalsozialismus gerichtete Widerstandsgruppe „Bayerische Freiheitsbewegung“. Nach 1945 gehörte er für die SPD dem Stadtrat von Starnberg an. 1946 heiratete Spangenberg Christa Jung, eine Tochter des 1934 von der SS ermordeten Politikers und Publizisten Edgar Jung.
In den Jahren 1946 und 1947 war Spangenberg Inhaber und Leiter der Nymphenburger Verlagshandlung in München sowie Mitbegründer und Mitinhaber des Deutschen Taschenbuch Verlags (dtv). 1958 war er als Sachverständiger an der Urheberrechtsreform beteiligt.
Ein Teil-Nachlass ist im Deutschen Buch- und Schriftmuseum in Leipzig zugänglich. Berthold Spangenbergs Grab befindet sich auf dem Nymphenburger Friedhof in München.

## Der Rechtsstreit mit Gustaf Gründgens
In den frühen 1960er Jahren brachte Spangenberg auf Initiative von Erika Mann die erste Werkausgabe der Schriften ihres Bruders Klaus auf den Markt, zu dessen Wiederentdeckung er maßgeblich mitbeitrug, einschließlich der Autobiografie Der Wendepunkt sowie des Romans Mephisto – Roman einer Karriere. Bei Ersterem erreichte der sich falsch charakterisiert fühlende ehemalige Weggefährte Klaus Manns, der Schauspieler Gustaf Gründgens per Gerichtsbeschluss, dass entsprechende Passagen bezüglich seiner Person gestrichen bzw. gemildert werden mussten. Im letzteren Fall versuchte Gründgens’ Adoptivsohn Peter Gorski über seinen Anwalt Gerth Arras, das Erscheinen des Mephisto-Romans gänzlich zu verhindern, wobei Berthold Spangenberg (als Geschäftsführer der Nymphenburger Verlagshandlung) nach zwei Vorinstanzen 1971 vor dem Bundesverfassungsgericht unterlag. siehe: Mephisto-Entscheidung
Berthold Spangenbergs Sohn Eberhard veröffentlichte 1982 die Geschichte des Mephisto-Romans unter dem Titel Karriere eines Romans. Mephisto, Klaus Mann und Gustaf Gründgens im Verlag Heinrich Ellermann, den seine Eltern 1967 erworben hatten. Der Leitung dieses ansonsten auf die Herausgabe von Kinderbüchern spezialisierten Verlags widmete der Vater sich bis zu seinem Tod. Daneben betätigte Berthold Spangenberg sich als Herausgeber der Zeitschrift Der Ruf. 